# Schlittenhundesport

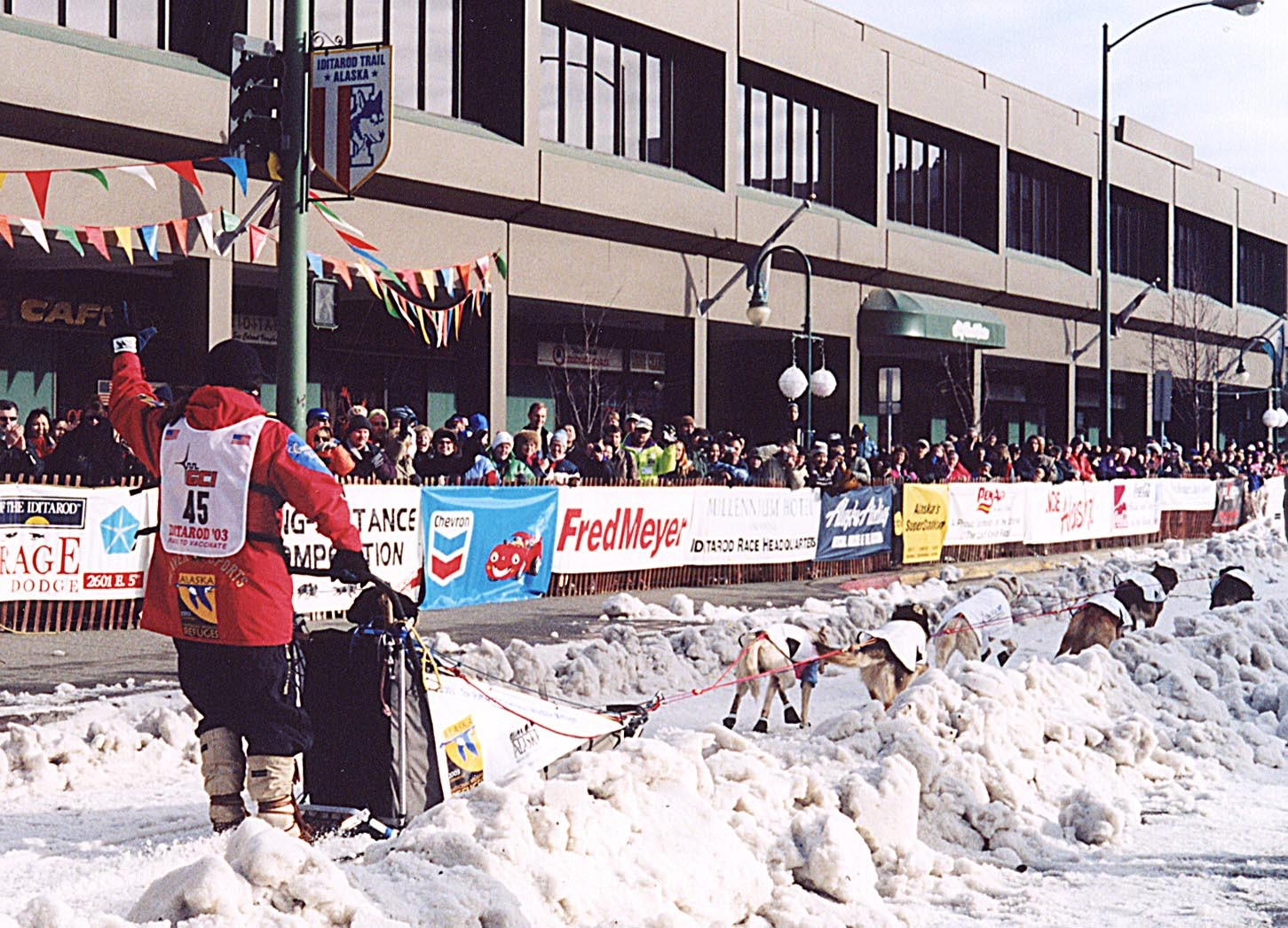
Start eines Gespanns beim Iditarod-Rennen

Der Schlittenhundesport ist eine Hundesportart, die vor allem in den arktischen Regionen der Vereinigten Staaten, Kanada, Russland und Grönland betrieben wird, aber auch in Nord- und Mitteleuropa immer beliebter wird. Ursprünglich als Wintersportart konzipiert kann die Sportart heute durch den Einsatz von Hundewagen auch in wärmeren Regionen das ganze Jahr über ausgeübt werden.
Dabei bilden der Musher, der Führer des Hundeschlittens, und seine Schlittenhunde ein Team oder Gespann. Je nach Klasse kann dieses aus zwei bis zu über zwölf Hunden bestehen. Heutzutage werden die Gespanne gewöhnlich als Doppel eingespannt, wobei sie jeweils an einer zentralen Zugleine befestigt sind.

## Geschichte
Häufig wird die Hundeschlittenstaffel infolge der Diphtherieepidemie in Nome im Winter 1925 als Beginn des Schlittenhundesports zitiert, wobei wohl auch schon damals Hundeschlittenrennen zum festen Bestandteil des Wintersports in bestimmten nordamerikanischen Regionen gehörten und die Sportart somit wohl auf eine noch längere Tradition zurückblicken kann. So wurde der Schlittenhundesport beispielsweise bei den Olympischen Winterspielen 1932 in Lake Placid als Demonstrationssportart aufgenommen und dort ein Wettbewerb ausgetragen.
Inspiriert von der besagten Hundeschlittenstaffel wurde 1973 das erste Iditarod-Rennen über 1161 Meilen auf Teilen der historischen Strecke des Iditarod Trails ausgetragen. Seither ist die Anzahl solcher Rennen sowohl in Nordamerika als auch in Europa stetig gestiegen.

## Schlittenhunderennen
Hauptartikel: Schlittenhunderennen
Generell wird bei Schlittenhunderennen unterschieden zwischen Wagenrennen und Schlitten- oder Schneerennen.
Die Wagenrennen haben eher Trainingscharakter. Bei ihnen ziehen die Schlittenhundeteams hauptsächlich Trainingswagen. Dies sind dreirädrige, meist aber vierrädrige, Gefährte ganz unterschiedlicher Konstruktion, auf denen der Musher ganz ähnlich wie auf einem Schlitten steht, hinter denen er sich aber auch laufend oder schiebend an der Fortbewegung beteiligen kann. Die Mehrzahl der mitteleuropäischen Musher ist aufgrund von Schneemangel gezwungen, ihre Hunde überwiegend mit dem Trainingswagen anstatt mit dem Schlitten zu trainieren.
Die eigentliche und wichtigere Domäne des Schlittenhundesports bilden die Schlittenrennen auf Schnee. Vergleichbar mit der Unterteilung der Laufsportarten in der Leichtathletik nach Distanzen unterscheidet man Schlittenhunderennen über sehr unterschiedliche Entfernungen. Man bezeichnet sie als Sprint-, Mitteldistanz- und Langstreckenrennen. Die Zuordnung einzelner Veranstaltungen zu einer dieser Kategorien wird regional unterschiedlich vorgenommen. So wird man in Nordeuropa und den USA Rennen, die in Mitteleuropa als Mitteldistanz eingestuft werden, eventuell noch als Sprint bezeichnen.
In Deutschland erfolgt die Unterteilung in etwa so: Sprintrennen bis (je nach Teamgröße) 10–20 km, Mitteldistanz 20–50 km, Langstrecke einige hundert km.
Entsprechend der Länge eines Rennens steigt aus der Sicht der Organisatoren der Aufwand für die Ausrichtung der Veranstaltung. Daher werden zahlreiche Sprintrennen als Wagenrennen im Herbst und als Schlittenrennen in der Wintersaison angeboten, deutlich weniger Mitteldistanzrennen und nur einige wenige Langstreckenrennen in ganz Mitteleuropa.
Zu den berühmten Langstreckenrennen, die den Schlittenhundesport bekannt gemacht haben, zählen an erster Stelle das oben erwähnte Iditarod in Alaska, aber auch das Yukon Quest (aktuelle Namen sind auch hier sponsorenabhängig) in Alaska und Kanada. Beide Rennen finden unter den sehr harten klimatischen Bedingungen des hohen Nordens statt und sind sportlich gesehen in ihrem Bereich Extreme, im Hinblick auf die Anforderungen an die Teilnehmer vergleichbar mit dem Extrembergsteigen.
Weniger bekannt, aber nicht weniger anspruchsvoll als die beiden genannten Rennen in Nordamerika ist eine Veranstaltung mit mittlerweile ebenfalls jahrzehntelanger Tradition in Europa, das Finnmarksløpet in Nordnorwegen. Dieses Langstreckenrennen, das nördlichste Langstreckenrennen der Welt, wird alljährlich Anfang März ausgehend von Alta in zwei Kategorien ausgetragen. In der 8-Hunde-Gespannklasse ist eine Strecke von 500 km zurückzulegen, in der 14-Hunde-Gespannklasse sind es 1000 km. Das Rennen findet unter nahezu arktischen Klimabedingungen statt und stellt an die Teilnehmer, die Hunde, die Vorbereitung und das Material höchste Anforderungen. Dementsprechend wird das Rennen auf eine Stufe mit den genannten nordamerikanischen Veranstaltungen gestellt.
Einmal jährlich findet die Schlittenhunde-Weltmeisterschaft, das größte Schlittenhunde-Ereignis Mitteleuropas, statt. 2019 wurde sie in Haidmühle, Niederbayern, ausgetragen. Das Rennen umfasst vier Renntage. Bei der WM sind nur die typischen nordischen Hunderassen zugelassen.

## Organisationen im Schlittenhundesport
International haben sich mittlerweile die Schlittenhundesportler in mehreren Sportverbänden organisiert, mit unterschiedlichen Zielen und Strukturen. Beispiele hierfür sind:
- International Federation of Sleddog Sports (IFSS)
- International Sled Dog Racing Association (ISDRA)
- European Sled Dog Racing Association (ESDRA) – aufgelöst
- World Sleddog Association (WSA)
- Fédération Internationale Sportive de Traîneau à Chiens (FISTC)

Der größte Verband für den Schlittenhundesport in Deutschland ist der Verband Deutscher Schlittenhundesportvereine; bei seinen Veranstaltungen können Hunde unabhängig von der Rassezugehörigkeit an den Start gehen. Er entstand durch Zusammenschluss der reinrassig orientierten Arbeitsgemeinschaft deutscher Schlittenhundesportvereine und des rassenunabhängigen Deutschen Schlittenhunde Sport Verbands. Es gibt auch Sportvereine und Verbände, zum Beispiel den Deutschen Dachverband für den reinrassigen Schlittenhundesport, die ausschließlich mit den nordischen Schlittenhunderassen, im Wesentlichen Siberian Husky, Samojeden, Grönlandhunde und Alaskan Malamutes, Schlittenhundesport treiben.